# Francis Day
Francis Talbot Day (2. března 1829, Maresfield – 10. července 1889, Cheltenham) byl anglický armádní chirurg a přírodovědec působící v Britské Indii, který se později stal generálním inspektorem rybolovu v Indii a Barmě. Jako průkopník v oboru ichtyologie popsal ve dvousvazkovém díle The Fishes of India více než 300 ryb. Byl také zodpovědný za vysazení pstruha v pohoří Nílgiri, za což získal medaili francouzské Societe d'Acclimatation. Mnoho exemplářů ryb z jeho sbírky je umístěno v různých muzeích, ale pouze zlomek jich je v Britském muzeu. Příčinou této anomálie byl dlouholetý spor s místním zoologem Albertem Güntherem.

## Životopis
Francis Day se narodil ve vesnici Maresfield ve Východním Sussexu jako třetí syn Williama Elliotta a jeho ženy Ann, rozené Le Blanc. V době jeho dětství vlastnila jeho rodina dva tisíce akrů půdy. Jeho otec i dědeček se zajímali o geologii. O geologii se zajímal i jeden z jeho starších bratrů, který spolupracoval s Adamem Sedgwickem. Sám se zajímal o medicínu a tak začal roku 1849 studovat v nemocnici St. George Hospital pod vedením Henryho Daye. Jedním z jeho spolužáků byl Francis Trevelyan Buckland. V roce 1851 získal MRCS a v roce 1852 vstoupil jako asistent chirurga do madraské armády Britské Východoindické společnosti. Služba v Indii jej zavedla do Mercary, Bengalúru a Hajdarábádu. V té době se také začal zajímat o přírodní historii.
V roce 1857 se vrátil do Anglie na roční zotavovací dovolenou. Během té doby byl zvolen do Linnean Society a také se oženil. V roce 1858 se vrátil do Indie, kde se začal zajímat o místní ryby. Od roku 1859 do roku 1864 působil v Kóčinu. V roce 1864 se vrátil do Anglie na zotavovací dovolenou, která mu byla prodloužena do dalšího roku. Během svého pobytu v Anglii představil v Londýnské zoologické společnosti svou práci o rybách v Kóčinu. V dubnu 1864 se mu v Londýně narodil syn Francis Meredith. V roce 1865 Day napsal Thomasu C. Jerdonovi, který také pracoval na katalogu sladkovodních ryb jižní Indie. V témže roce Day vydal knihu The Fishes of Malabar.
Na své zpáteční cestě do Indie v roce 1866 posbíral v Southamptonu s Frankem Bucklandem vajíčka pstruha, aby se jej pokusil vysadit do vod v Ootacamúndu, ale jeho první pokus selhal. Pozdější pokus Williama Grahama McIvora, který získal plůdek z jezera Loch Leven, byl úspěšný. Neuchytil se pouze kapr a lín. V roce 1867 byl poslán do Kurnoolu a byl jmenován profesorem Materia Medica. Při dovolené se vrátil do Ootacamúndu, aby pokračoval ve svých pokusech se pstruhy. Když propukla v Kurnoolu epidemie cholery, využil toho, aby tuto nemoc studoval. V roce 1868 byl jmenován za vedoucího rybářských průzkumů v provinciích Madras a Urísa. Započal také práci na katalogu sladkovodních ryb Indie. Po smrti své první ženy v roce 1869 se v roce 1870 vrátil do Anglie. Ve stejném roce byl pověřen inspekcí rybolovu v Indii a Barmě. To obnášelo i průzkum Andaman, ale nehoda ho donutila k návratu do Anglie. Poté, co se v Anglii zotavil, byl roku 1871 jmenován generálním inspektorem rybolovu. V této pozici prováděl průzkum v oblasti řek Gangy, Jamuny a Sindu a také v Balúčistánu. V té době pobýval v Kalkatě a v Šimle. V roce 1871 Day doprovázel Allana Octaviana Humeho při cestě podél řeky Sind.
Po smrti své druhé manželky se vrátil do Anglie na dvouletou dovolenou, aby se věnoval přípravě knihy The Fishes of India. Tato příprava mimo jiné vyžadovala návštěvu muzeí po celé Evropě. Některé své sbírky nabídl Day Britskému muzeu, ale to za ně odmítlo zaplatit.
Za svou práci se pstruhy obdržel v roce 1872 stříbrnou medaili francouzské Societe d'Acclimatation. Byl také členem Linnean Society a Londýnské zoologické společnosti. V roce 1885 byl jmenován společníkem Řádu Indické říše. Získal také Řád italské koruny a čestný titul na Edinburské univerzitě.
Ačkoliv byl Day považován za znalce indických ryb, Albert Günther z Britského muzea opakovaně zpochybnil mnoho jeho pozorování. Günther mu také bránil v přístupu k muzejním sbírkám. Day proto v roce 1883 prodal svou rozsáhlou sbírku ryb Australskému muzeu. Vynechal tak Britské muzeum, které bylo očekávaným kupcem. V roce 1889 uložil své kresby ryb v Londýnské zoologické společnosti. Dayova knihovna byla po jeho smrti věnována Cheltenhamské veřejné knihovně.
V roce 1877 odešel Day do penze. I nadále byl aktivním členem Cheltenhamské přírodovědné společnosti. V této společnosti se diskutovalo i o vivisekci a Day podporoval určité formy pokusů na zvířatech vedoucích ke zlepšení zdraví lidstva.
Zemřel ve své rezidenci Kenilworth House v Cheltenhamu dne 10. července 1889 na rakovinu žaludku a byl pohřben na místním hřbitově.

### Rodina
Day byl během svého života dvakrát ženatý. Poprvé se oženil 3. listopadu 1857. Tehdy si vzal Emmu, dceru doktora Edwarda Coveye z Basingstoke. zplodili spolu syna Francise Mereditha, který se narodil roku 1864 a dceru Edith Mary, která se narodila roku 1867. V roce 1869 Day ovdověl. Podruhé se oženil 13. dubna 1872 s Emily, nejmladší dcerou reverenda Thomase Sheepshankse. Jeho druhá manželka zemřela v roce 1873.

## Dílo
- The Land of the Permauls, Or, Cochin, Its past and its present (1863)
- The Fishes of Malabar (1865)
- The Fishes of India; being a natural history of the fishes known to inhabit the seas an fresh waters of India, Burma, and Ceylon (1878 a 1888 )

- The Fauna of British India, Including Ceylon and Burma. Fishes (1889)

## Druhy pojmenované po Dayovi
- za jeho přínost k vědě byl po něm pojmenován druh indického plaza Laudakia dayana
- v roce 1917 po něm byl pojmenován druh ryby Sardinella dayi
- je po něm pojmenován i druh ryby Acentrogobius dayi, žijící v západní části Indického oceánu od Perského zálivu oo Pákistán